# Magdebourg
 (décembre 2024).
Si vous disposez d'ouvrages ou d'articles de référence ou si vous connaissez des sites web de qualité traitant du thème abordé ici, merci de compléter l'article en donnant les références utiles à sa vérifiabilité et en les liant à la section « Notes et références ».
Magdebourg, en allemand Magdeburg, est une ville d'Allemagne, capitale du Land de Saxe-Anhalt, sur les rives de l'Elbe.
Choisie par le premier empereur germanique Otton Ier (Otto der Große, Othon le Grand) vers 936 pour être la nouvelle capitale de l'Empire, Magdebourg a toujours été une des villes majeures de la vallée de l'Elbe. Centre d'échanges agricoles et de commerce des Saxons, à proximité des riches terres lœssiques des Börde, au contact de la grande plaine du nord et des massifs hercyniens, port fluvial d'importance capitale sur l'Elbe, Magdebourg est la cité archi-épiscopale pivot de l'évangélisation chrétienne des peuples du nord et de l'est avant d'être pendant longtemps une des plus importantes cités du Saint-Empire romain germanique.
Devenue une place forte protestante stratégique, Magdebourg est prise d'assaut par des mercenaires impériaux catholiques, menés par le général Tilly, et complètement ravagée par un terrible incendie le 10 mai 1631 pendant la guerre de Trente Ans (l'incendie aurait fait périr 25 000 personnes sur les 30 000 qui peuplaient la ville). La cité protestante s'appliqua ensuite à reprendre avec brio sa place économique, au point de devenir synonyme de ville usine après la révolution industrielle, mais elle ne retrouva jamais son ancien rôle central en droit judiciaire et politique. Elle fut rapidement prise dans l'orbite de la Prusse et sa région était appelée « Saxe prussienne » au XIXe siècle.
Cette ville est célèbre pour l'expérience des hémisphères de Magdebourg, montrant la force de la pression atmosphérique. Elle fut réalisée par Otto von Guericke, maire de Magdebourg à partir de 1654.

## Géographie
Magdebourg, chef-lieu de district sur l'Elbe, se situe au contact des massifs hercyniens de l'Allemagne moyenne et de la grande plaine germanique et polonaise. Cette localisation explique son potentiel démographique et ses capacités d'ouvertures et d'échanges. La ville initialement construite sur une terrasse de la rive gauche dominant le fleuve à un passage facile n'a étendu ses faubourgs sur la plaine inondable en rive droite qu'au XIXe siècle. Elle est pourtant une vieille étape de l'Hellweg, ce faisceau de chemins antiques puis de routes carolingiennes qui suit la bordure septentrionale de l'Allemagne moyenne.
Les Börde dévoilent des sols de lœss égrenés de la plaine jusqu'aux pieds du Harz. Ces riches campagnes et le commerce alimentaire sont à l'origine de la prospérité précoce des environs, probablement dès les temps laténiens (voir La Tène). La ville marchande et industrielle, un des premiers nœuds ferroviaires allemands, important port fluvial sur l'Elbe, au centre d'un excellent réseau de communication, est née des besoins de ce marché agricole, autrefois très prospère, produisant encore céréales, betteraves, pommes de terre et légumes. Les industries alimentaires, sucres et minoteries, jouxtent les industries chimiques, les gros équipements, le travail des métaux, les filatures…
Si l'Elbe a longtemps fait le lien entre le Nord et le Sud, entre Hambourg et Prague, le désenclavement s'est réalisé par des canaux vers le Rhin et l'Oder, puis le Mittellandkanal. Le réseau routier est aussi remarquable, rénové après la réunification. L'autoroute Berlin-Dortmund (voir Bundesautobahn 2) passe à proximité de la ville.

## La légendaire ville de la fille
Magdeburgum en latin médiéval a été traduit ou transcrit en Parthénopolis ou Urbs Verginæ, que citent les documents latins. L'interprétation étymologique ancienne du XIe siècle proposait une triviale scission de Magdebourg, faisant apparaître une jeune fille (Magd) et une ville fortifiée (Burg), à l'origine antique forteresse. Si les dignitaires religieux ont proposé une miraculeuse apparition de la Vierge avant l'Annonciation, les artisans, en suivant le vœu populaire, ont souvent représenté sur les armes de la ville une victoire géante couronnée et dressée entre des tours urbaines. La taille colossale de la jeune fille transformée en Victoire a plus tard amené les érudits humanistes à commenter et à réfléchir sur une antique idole païenne.
La forme allemande actuelle Magdeburg est en effet attestée dès 941. Mais la ville apparue dans les cartulaires carolingiens au IXe siècle se nomme Magodaburg, Magadaburc, Magadoburc, voire Magathaburc en vieux-saxon avant d'évoluer vers Magdenbourg et enfin Magdeburg. On peut également proposer un étymon celte, Magetobriga (lieu d'une victoire d'Arioviste) ou Magetobriva, indiquant respectivement un lieu élevé dominant la grande plaine ou un pont vers la grande plaine. Les Saxons, un des plus vieux peuples germaniques connus avant le IIe siècle, ont repris le toponyme sans le modifier. Sans doute le comprenaient-ils encore.

## Histoire
| Appartenances historiques Principauté archiépiscopale de Magdebourg 1180-1680 Marche de Brandebourg (Duché de Magdebourg) 1680–1701 Royaume de Prusse (Duché de Magdebourg) 1701–1807 Royaume de Westphalie 1807–1813 Royaume de Prusse (Province de Saxe) 1815–1871 Empire allemand 1871–1918 République de Weimar 1918–1933 Reich allemand 1933–1945 Allemagne occupée 1945–1949 République démocratique allemande 1949–1990 Allemagne 1990–présent |

Il serait illusoire de pérenniser les Saxons en peuple frère des Francs mérovingiens, tels qu'ils l'étaient au VIe siècle. Les anciennes alliances pacifiques sont restées, mais la slavisation intense au cours des VIIe et VIIIe siècles a profondément transformé cette société germanique demeurée païenne. La conquête franque, minutieuse et cruelle pour imposer sa religion, provoque un cataclysme de violence et de dépossessions.

### Une ville militaire et religieuse saxonne
La légende rapporte l'existence d'une place forte saxonne au VIe siècle. Au cours des deux siècles suivants, elle parvient avec peine à résister à la pression slave qui modifie les terres environnantes et oblige à des alliances protectrices. En 784, l'embryon de ville prospère est dévasté par les Wendes.
Mentionnée en 805 dans le cartulaire de Thionville et sans doute plusieurs décennies avant cette date dans les archives de conquête carolingienne, Magdebourg apparaît d'emblée en place de commerce importante, poste avancé du monde chrétien vers les Slavonies, lieu de foires saisonnières. L'Elbe permet les relations avec Hambourg et les villes wendes qui jouent un rôle de carrefour entre Brandebourg slave et Saxe germano-slave. Les souverains carolingiens y affirment leur domination en constituant une vaste marche chrétienne essentiellement au nord de Magdebourg, l'Altmark qui allie commerce terrestre et mission d'évangélisation.

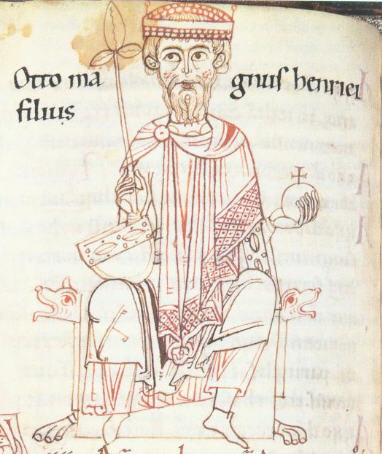
Otton le Grand.

Christianisé, conformiste et rentré dans le rang, le monde dirigeant saxon retrouve sa liberté après la décadence carolingienne et ses guerres intestines. La première tentation pacifique est celle de laisser les autres se battre tout seul. Mais comme les Saxons sont craints et respectés, ils sont bientôt appelés à jouer un rôle d'arbitre. Ainsi l'accession royale de Henri Ier l'Oiseleur qui transmet à sa mort sa dignité à son fils Otton Ier de 936 à 973 ouvre la voie à une hégémonie saxonne sur tout l'Empire.
Mais Magdebourg dévastée par un raid hongrois surprise en 923 et soumise à tribut doit d'abord organiser sa défense. Un autre saccage en 925 détruit ce lieu de commerce avec les Wendes. Relevée par les rois de Saxe, Henri et Otton, Magdebourg redevient une base de préparation des campagnes militaires, tout en s'affirmant en pôle de l'évangélisation de la marche vers les terres slaves. Partout à son voisinage, des éleveurs et cultivateurs sont installés. Ils sont aussi habiles à s'occuper des troupeaux, à mettre en culture les champs qu'à utiliser boucliers, épées et lances sur une ligne défensive . En 937, Otton se fait le protecteur de la nouvelle abbaye Saint-Maurice fondée sous l'autorité de son père pour évangéliser la population.
C'est tardivement en 955 par la bataille du Lechfeld face aux Hongrois et la bataille de Recknitz sur les rives de la rivière éponyme du Mecklembourg face à une coalition de Slaves de l'Elbe que s'ouvre la voie à la pacification diplomatique et chrétienne. Ces victoires qui attestent la naissance d'une suprématie technique et militaire justifient a posteriori les réformes royales, qui placent désormais les évêchés en acteurs fondamentaux de l'administration des terres et des hommes et nient toute relation contractuelle entre services et bénéfices pour les fonctions régaliennes ou de commandement. Magdebourg par la grâce impériale d'Otton le Grand, devenu protecteur du pape est promue en 962 siège d'archevêché consacré à l'évangélisation des Slaves et des Hommes du Nord : quelques années après sa fondation et son renforcement en 963 et 968 par la charge des missions lointaines, l'archevêché de Magdebourg regroupe grâce à son statut métropolitain en 976 les évêchés d'Olmütz en Moravie, de Prague en Bohême, de Mersebourg, Meissen, Brandebourg, Havelberg, Oldenbourg en pays slaves, de Posen en Pologne. Pour l'ensemble de ces contrées et même au-delà, le droit saxon et sa littérature, comme le Sachsenspiegel ou Miroir des Saxons d'Eike de Repgov (en), apparue au Xe siècle constituent un socle culturel jusqu'au XVIe siècle.

### Une cité chrétienne de l'Empire romain germanique

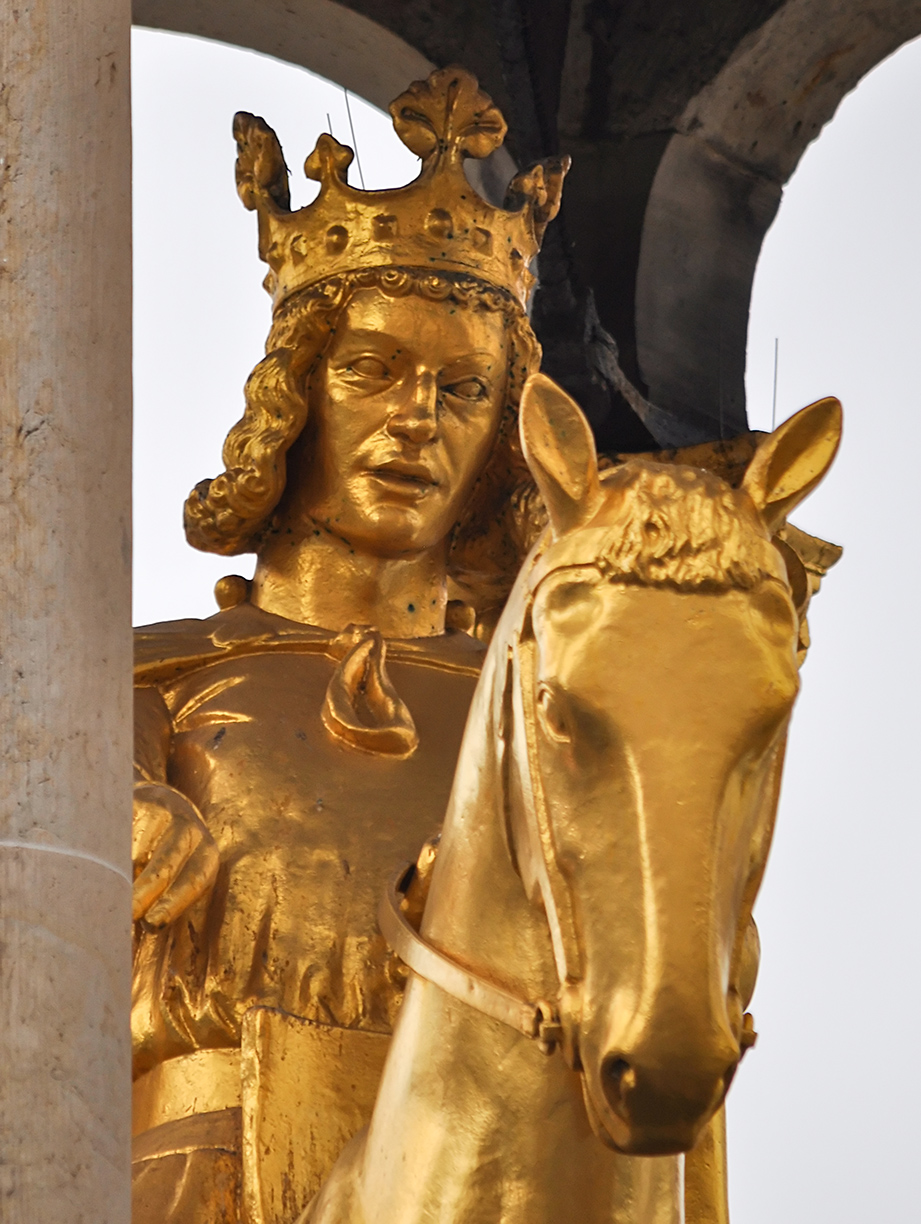
Le Cavalier de Magdebourg.

La ville, tournée vers le fleuve, protégée, agrandie, reconstruite par Othon le Grand, gouvernée par ses archevêques, est toutefois entravée dans son essor et n'atteint nullement la plénitude urbaine d'autres cités ecclésiastiques plus anciennes et plus prestigieuses, Cologne, Mayence, Trèves, Augsbourg ou Ratisbonne. Elle est détruite en 983, puis menacée par de brutales insurrections slaves. La colonisation germanique, parfois autoritaire au profit des lignées guerrières saxonnes, se renforce sans que la précarité de la dynastie othonienne n'emporte pourtant les assises chrétiennes de la société. Les marches de Lusace, de Misnie, de Zeitz et de Nordgau se peuplent de paysans germaniques, amorçant un séculaire Drang nach Osten. Symbole de cette première avancée au sud de Magdebourg, l'Anhalt, en 1012, se constitue à partir de la principauté d’Ascanie. La pacification est réalisée définitivement sous Conrad II à partir de 1031.
Magdebourg, qui bat monnaie avec l'argent et le cuivre du Harz, connaît les vicissitudes de la concentration et du lieu de pouvoir : elle est ruinée par Boleslas en 1013, incendiée en 1180, saccagée en 1214 par Othon IV… mais, à chaque fois, elle se relève avec vigueur. La fertilité des Börde, terres à lœss, fait renaître la ville de ses cendres. Le sel du Lunebourg qui appelle un transport vers les denses régions rhénanes est à l'origine de la puissance de la batellerie de Magdebourg.
La christianisation des campagnes slaves atteint son apogée sous l'archiépiscopat de Norbert de Xanten, fondateur de l'ordre des prémontrés. Son œuvre d'importation d'une culture franco-flamande est d'abord mal reçue, mais elle modifie et rallie les intelligences. Ainsi, partout, s'opèrent aussi une fusion pacifique des populations. Le temps de la cathédrale est désormais venu. Magdebourg érige la sienne entre 1209 à l'emplacement de l'ancienne abbaye bénédictine de Magdebourg fondée par Othon le Grand au Xe siècle. Il s'agit de la première cathédrale gothique en Allemagne. Elle est terminée en 1520, sous le règne d'Albert de Brandebourg. Promotrice et aussi bénéficiaire de cette culture venue d'Occident, la classe des financiers-marchands gouverne désormais la ville au XIIIe siècle. Elle accroît son importance économique et administrative, et la fait entrer dans la Hanse.
Le droit de Magdebourg, cité particulière de l'Empire qui possède un statut affirmé de ville libre à la fin du XVe siècle, est un modèle pour le Saint-Empire et l'Europe continentale. Il prend encore plus d'ampleur car le noyau formé de la Saxe, de la Silésie, de la Mazovie, de la Galicie et autres confins de Bohême et de Slovaquie échappe à la mort dévastatrice causée par la première épidémie de peste noire en 1349 et 1350, puis en grande partie aux suivantes.

### Foyer du protestantisme d'origine marchande
En 1524, Martin Luther, venu de l'université de Wittemberg, y prêche et rallie à la réforme les classes modestes et laborieuses puis, en 1525, les dirigeants de la ville avec la fondation d’une école « évangélique », la Johannisschule, dont il confie la direction à Caspar Cruciger. L’archevêque protestant, qui impose la réforme luthérienne par le haut, ne peut empêcher l’iconoclasme et la destruction des symboles de l'ancien monde chrétien. Magdebourg, centre du protestantisme, entre dans la ligue de Smalkalde en 1531. Après la défaite de Mühlberg, la cité en sursis résiste. Elle est mise au ban de l'Empire en 1548. Elle est assiégée en 1550 par Maurice de Saxe, l'électeur de l'Empire promu de la branche albertine. Elle est prise en 1551.
Mais la ville affirme sa souveraineté protestante. Elle s'allie à la Suède pendant la guerre de Trente Ans. En 1629, elle est assiégée à diverses reprises, sans succès, puis bloquée plus de six mois par les Impériaux de Wallenstein avant qu'ils ne battent en retraite, enfin prise d'assaut et mise à sac effroyablement par le général Tilly, le 10 mai 1631. La dévastation et l'incendie auraient fait périr 25 000 personnes sur les 30 000 qui peuplaient la ville, laquelle est quasiment effacée de l'Empire. La Saxe électorale lui sauve la mise et vient à sa rescousse en s'alliant à la Suède. À peine relevée, en 1635, elle doit subir le siège des Impériaux et des Saxons de la principauté électorale. Lasse, elle capitule en 1636.
La ville dévastée peine à se reconstruire et l'archevêché de Magdebourg, sécularisé lors du traité de Westphalie de 1648, sera rattaché au Brandebourg à titre de duché et de fief d'Empire en 1680. Le grand électeur Frédéric-Guillaume Ier de Brandebourg reçoit certes une ville ruinée et endettée, mais sa bonne gestion présage un vif redressement. Otto von Guericke, le bourgmestre de la reconstruction, s'attelle à ses travaux scientifiques sur l'électricité et le vide, concevant entre autres un baromètre et une pompe pneumatique. Il en fait la démonstration en 1654 devant la Diète à Ratisbonne, puis en 1656 il réalise à Magdebourg, de même que quelques années plus tard à la cour du Grand Électeur, la célèbre expérience des hémisphères de Magdebourg qui illustre l'action de la pression atmosphérique.
Frédéric-Guillaume Ier de Brandebourg fait appel à des huguenots français, quelques jours après la révocation de l'édit de Nantes en 1685, pour qu'ils donnent une impulsion nouvelle au développement de la région. Son fils Frédéric III, futur Frédéric Ier, continue à accueillir des réfugiés réformés, à l'exemple de son père. En particulier après la dévastation du Palatinat rhénan par Louvois, il force les édiles récalcitrants de Magdebourg à ouvrir leurs portes à 7 000 Wallons et autres réfugiés protestants venus de Mannheim. En 1708, la ville porte réclamation au souverain. Le roi répond cavalièrement que le coût des premiers logements et entretiens des étrangers est compensé bien au-delà de la charité chrétienne par les investissements immobiliers croissants et le labeur ultérieur des réfugiés industrieux. La population, le budget de la cité n'ont-ils pas cru continûment de 1689 à 1708 ? La ville a aussi multiplié ses capacités d'exportations par sa production de tabac et de laine.
Cette politique d'absorption de réfugiés politiques ou économiques, notamment venus de la Saxe et des abords bohémiens et moraves, est continûment menée jusque sous Frédéric II. La Prusse maîtrise le commerce du blé jusqu'à la Baltique et s'affirme déjà en grande puissance nourricière avant d'entamer un gigantesque rattrapage à la fin de l'époque des Lumières. Le legs dialectal des réfugiés est toutefois audible deux siècles plus tard, preuve de la lenteur de cette assimilation régalienne pacifique. On reconnaît encore divers isolats français, palatins, saxons, moraves, slaves… par les accents des locuteurs germaniques.

### Chef-lieu administratif prussien et carrefour d'échanges commerciaux

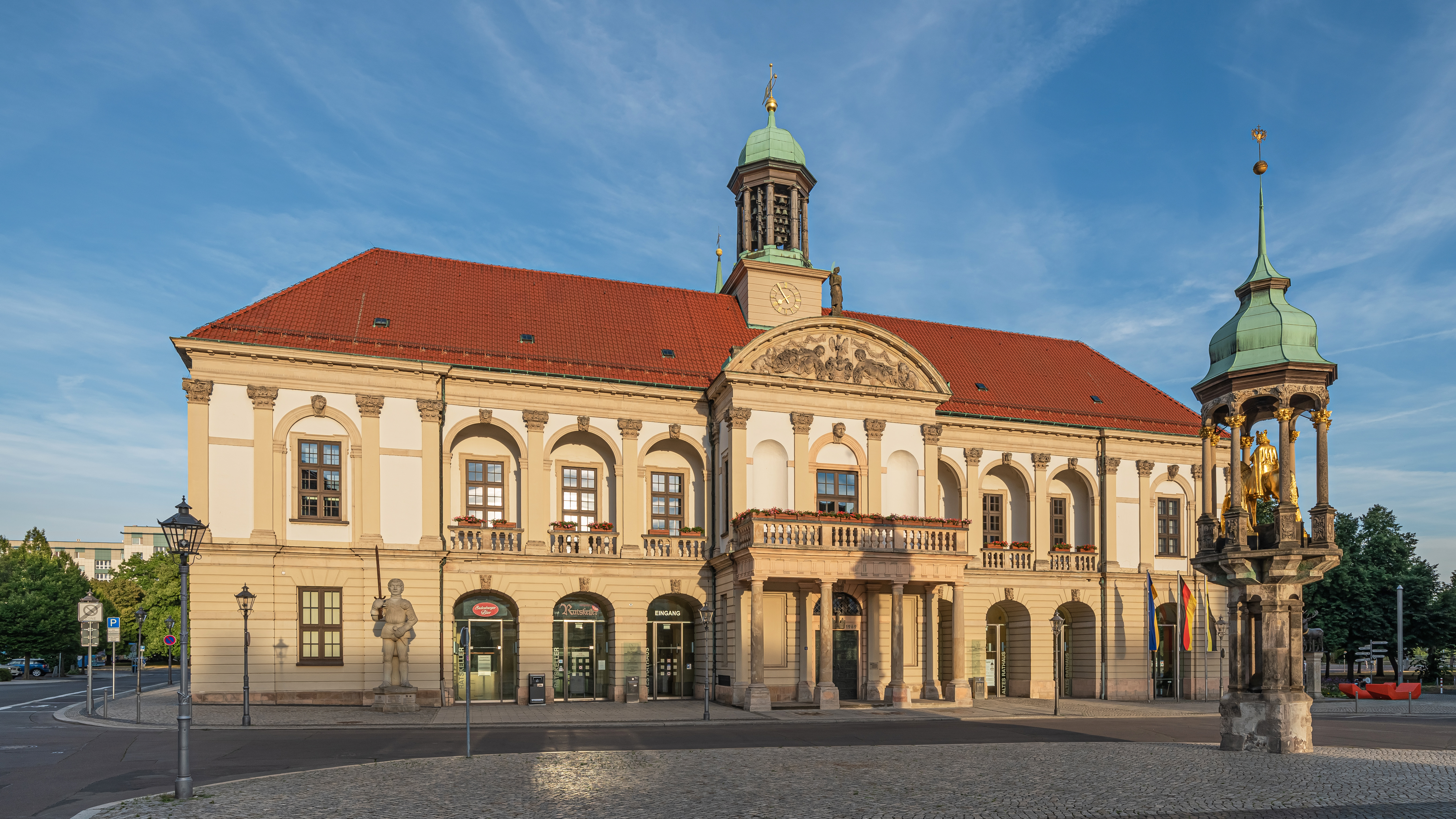
L'hôtel de ville et l'Altmark.

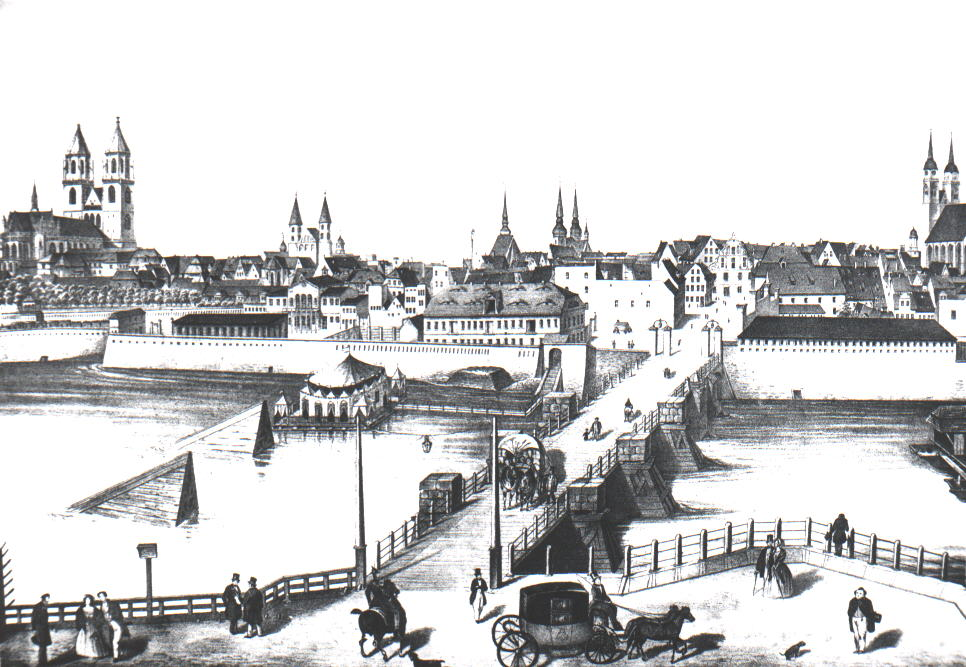
Pont sur l'Elbe, vers 1840.

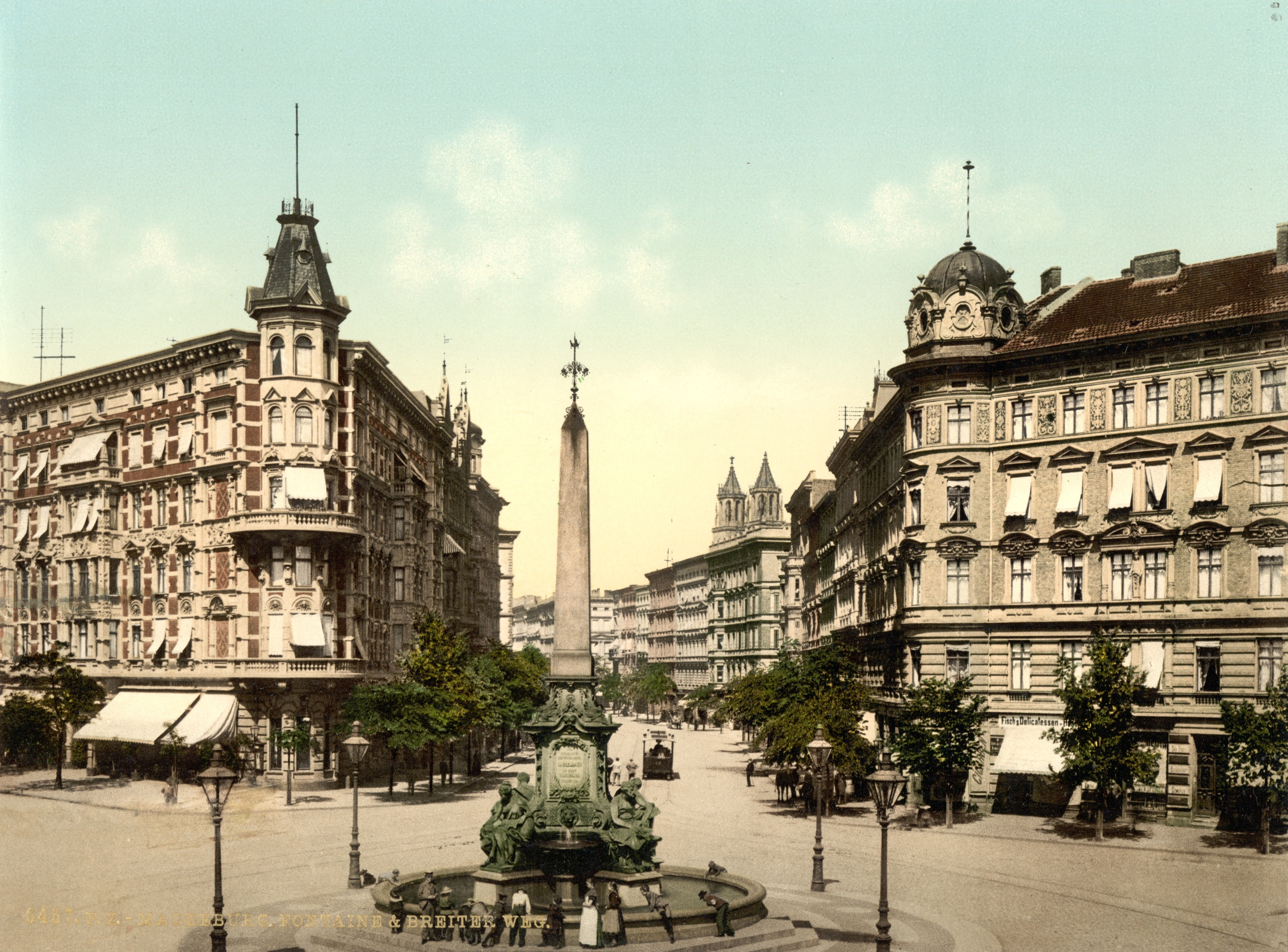
Le centre-ville de Magdebourg vers 1900.

La cité, l'ancien archevêché sécularisé et l'Altmark sont annexés à la Prusse en 1680, devenant ainsi une place forte de la province prussienne de Saxe sur la grande route qui mène à Hanovre et au-delà au Rhin. La Prusse, héritière du Brandebourg, est déjà par sa possession de Magdebourg une puissance incontournable de la vallée moyenne de l'Elbe. Le droit municipal de Magdebourg est un modèle pour la Prusse.
Prise par les divisions françaises pendant la campagne éclair de 1806, Magdebourg est occupée par les troupes du maréchal Ney puis rejoint tardivement le royaume de Westphalie en 1813 avant de devenir chef-lieu éphémère du département de l'Elbe. Elle est assiégée par les troupes prussiennes après la victoire décisive de la coalition à Leipzig, et récupérée diplomatiquement par le royaume de Prusse au congrès de Vienne en 1815.
L'industrie très active dans ce grand port fluvial explique la croissance accélérée de la ville au XIXe siècle. 1838 voit la création d'une première société de navigation à vapeur et d'une première entreprise de fabrication de machine. Les premières voies ferrées sont inaugurées en 1839. Bientôt les lignes Hanovre-Berlin et Leipzig-Halle-Magdebourg-Hambourg sont projetées et s'y croisent.
L'essor du commerce fluvial, puis ferroviaire fait aligner le long de l'Elbe des entrepôts commerciaux après 1860. L'industrie active se déploie sur différents secteurs :
- aliments et boissons : minoterie, chicorée, sucre, eaux de vie de betteraves, bière… ;
- textiles et cuirs : lainage, cotonnades, draps en lin, soieries, dentelles, gants… ;
- céramiques ;
- tabac.

En 1868, la population atteint 78 666 habitants. La ville forte des États prussiens à 140 kilomètres à l'ouest-sud-ouest de la capitale Berlin est le chef-lieu de la province de Saxe. Elle commande à un Kreis ou cercle, mais aussi à un niveau supérieur la régence de Magdebourg, divisée en 15 cercles qui couvrent une partie de l'ancien duché-archevêché, regroupant en un seul territoire 11 340 km2 et 749 808 habitants. La régence de Magdebourg traversé par l'Elbe coulant vers le nord se place sur un axe orienté entre les régences de Mersebourg et de Potsdam, ainsi qu'entre le duché d'Anhalt établi à Dessau au sud et le duché de Brunswick et le Hanovre au nord. La régence qui comprend une partie des Börde fertiles en céréales, légumes, fruits, chanvre, lin et tabac est traversée par la Bode, la Saale, la Havel et le canal de Plauen. L'exploitation de fer, de charbon ou houille, de tourbe et de sel est en croissance continue depuis deux décennies.
Magdebourg, ville administrative et religieuse, accueille l'évêque évangélique, des tribunaux civil et criminel et une cour d'appel, un comptoir de la banque de Berlin. Outre des bibliothèques, elle est une ville de culture et d'éducation, rassemblant deux Gymnasium ou lycées, une école normale primaire, une école de chirurgie, une école d'accouchement, une école de commerce, une école d'arts et métiers, une école de beaux-arts, un théâtre. Une bibliothèque communautaire en plein air, ouverte 24h sur 24, a été construite en 2005.
D'après les observateurs avant 1870, la ville est bien bâtie et divisée communément en cinq parties :
- Alte Neustadt, la ville neuve après la guerre de Trente Ans ;
- Altstadt (de), la vieille ville ;
- Neumark ;
- Sudenburg ;
- Brückfeld.

Les principaux édifices sont la cathédrale gothique qui abrite le tombeau d'Othon le Grand, l'église Saint-Jean où se trouve le tombeau de Lazare Carnot, la maison du gouvernement, l'hôtel de ville devant lequel se dresse une statue équestre d'Othon le Grand. Il y a aussi sur un plan militaire la citadelle dans une île de l'Elbe, l'arsenal et le fort de l'Étoile. En 1915, le général Leman, prisonnier belge et officier supérieur du fort de Loncin, fut soigné et amputé d'un gros orteil en cette citadelle.
Magdebourg est un nœud ferroviaire, en particulier de :
- ligne Berlin - Hanovre et Cologne ;
- ligne Magdebourg - Leipzig ;
- Berlin - Hambourg.

La navigation sur l'Elbe canalisée révèle un commerce actif. Le port abrite communément plus de 5 000 navires. Au début du XXe siècle, le Mittellandkanal relie la Ruhr à Berlin. Magdebourg est devenue un grand centre industriel à proximité des potasses de Saxe.

### Ville-port industriel d'Allemagne

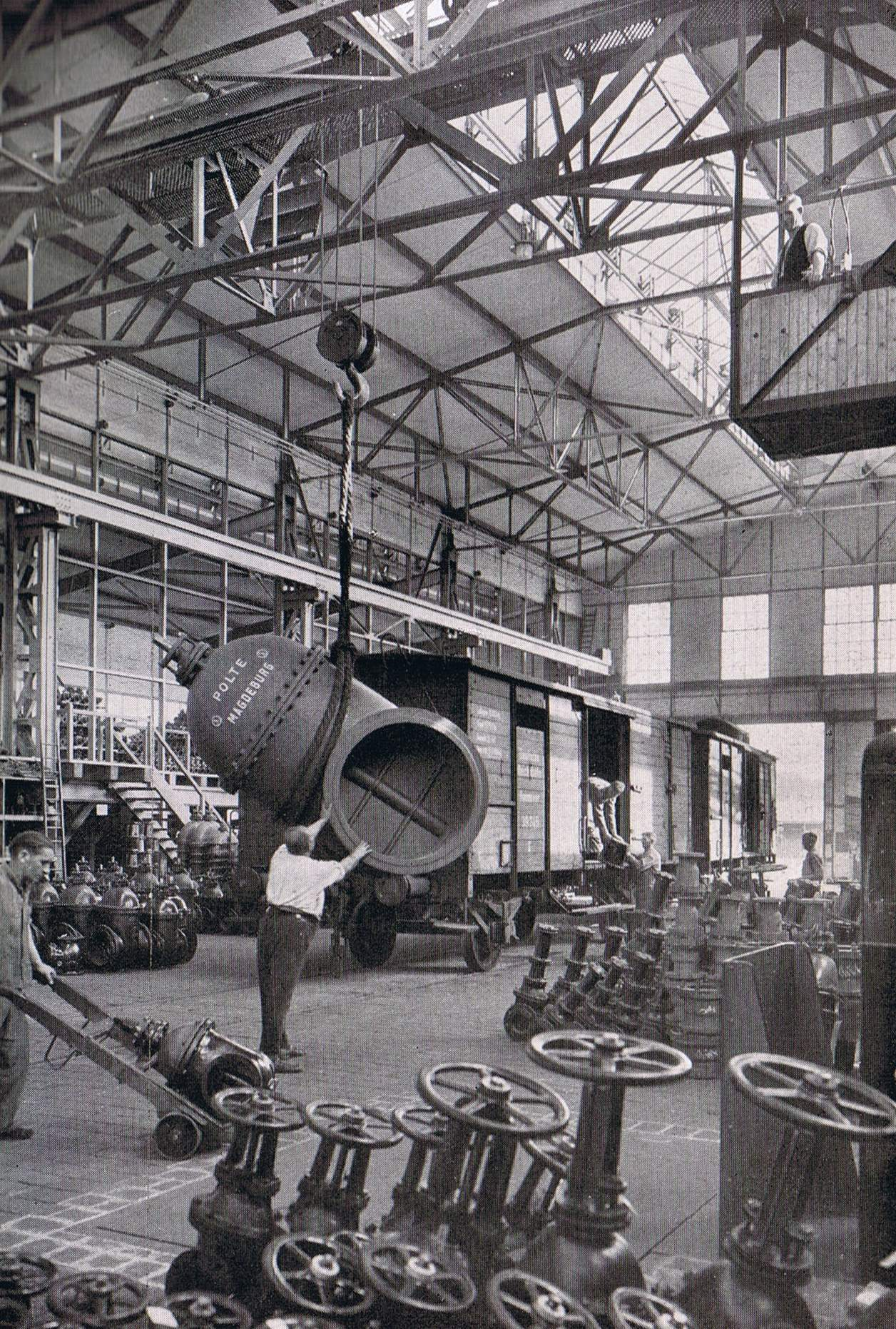
Usines Polte, assemblage (1935).

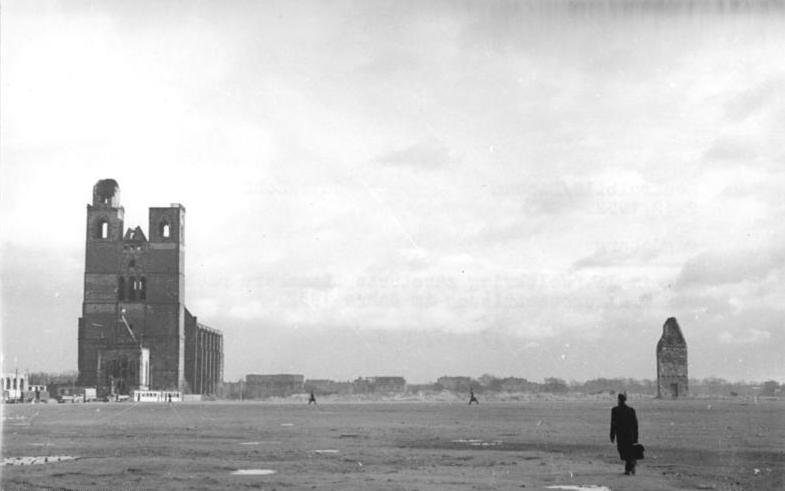
Ruines du centre-ville de Magdebourg après la Seconde Guerre mondiale.

Magdebourg, où s'installent des usines Krupp, est une grande ville sidérurgique avant et pendant la Seconde Guerre mondiale. Conscient de la perte des ressources minières d'Alsace-Moselle et des besoins d'importations de minerais de fer, l'ancien konzern en perte de puissance rééquilibre ses installations sur un plan géographique. Il y construit un important ensemble d'aciéries, de fonderies et d'usines mécaniques au sortir du premier conflit mondial. La production de machines-outils et de machines agricoles est d'abord privilégiée avant l'émergence d'une industrie subventionnée par l'État national-socialiste en faveur du réarmement après 1933. Pourtant la ville connaît une certaine augmentation de population durant l'entre-deux-guerres : elle atteint 280 000 habitants en 1920, puis 346 600 habitants en 1940, entre autres par absorptions de municipalités voisines.
Dès la fin 1940, la ville, et sa banlieue, où l'on fabrique des machines-outils, sont soumises aux raids aériens britanniques. La ville est à deux-tiers détruite par les intenses bombardements anglais avant la fin 1941. Les usines de la ville sont reconvertit pendant la guerre dans la fabrication d'armement. De nombreux prisonniers français sont envoyés travailler de force dans ses usines dans le cadre du Service du Travail Obligatoire (STO). Le 16 janvier 1945, un intense bombardement aérien détruit le centre à 90 %. Au terme de la guerre, beaucoup d'habitats sont anéantis, quantité d'industries subissent de graves dégâts ou ont été délocalisées. Le mercredi 17 janvier 1945, 371 bombardiers britanniques bombardent la ville, on y comptabilise 4 000 morts. Le 18 avril 1945, la ville est prise par les unités de la 9e Armée US.
De 1945 à 1948, le contexte économique est dramatique. La ville fait partie de la République démocratique allemande en 1949, dont le régime communiste nationalise les biens et la production. La collectivisation de l'économie est mise en place. L'accent est mis sur l'industrie lourde. À côté des machines lourdes et des automobiles, de la production de la céramique et du travail du bois, les spécialisations chimiques s'imposent après 1960 : huiles et carburants, caoutchouc de synthèse, textiles artificiels. Le raffinage du sucre de betteraves, importées des Börde voisines, couvre le marché de la République démocratique allemande. Mais le déclin commercial touche déjà le port intérieur le plus important de la RDA, siège du chantier naval Edgar-André qui préserve la fabrication de bateaux. Vantée par le régime comme la ville des équipements lourds, qui a préservé die Stadt des Schwermaschinenbaus, elle est une vitrine de la reconstruction socialiste : immeubles collectivistes avec des commerces de base, maison des enseignants, maison du Parti… En 1962, le district de Magdebourg atteint 1 445 000 et le centre-ville compte 268 000 habitants. À la fin des années 1970, la population ne dépasse qu'à peine 280 000.
La cathédrale, la plus haute d'Allemagne de l'Est, avec sa flèche de cent quatre mètres, et nombre d'édifices publics sont reconstruits.

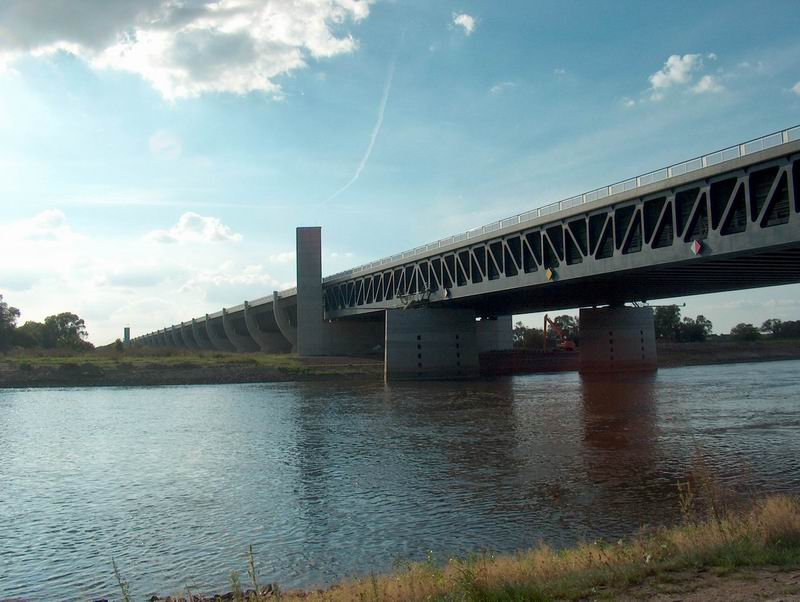
Le pont-canal de Magdebourg fini en 2003.

### Magdebourg après 1990
La ville est en pleine mutation depuis la réunification de l'Allemagne, période difficile d'adaptation qui a vu la population chuter de 290 000 à 230 000 habitants après de grosses transformations urbaines.
Un pont-canal de neuf cent dix-huit mètres a été construit en 2003. Il est le plus long d'Europe.
Le 20 décembre 2024, une attaque à la voiture-bélier a lieu lors du marché de Noël de Magdebourg faisant au moins 6 morts et 299 blessés,,.

## Industrie
Magdebourg est l'une des plus anciennes villes industrielles d'Allemagne, favorablement située au carrefour entre l'Allemagne et l'Europe de l'Est et dont la grande fertilité des terres de l'ouest de l'Elbe ainsi que l'abondance des ressources minérales, telles que la potasse, le sel et le lignite, en font une ville avantagée.
Jusqu'au XIXe siècle, le commerce et les échanges de l'Elbe s'appuyaient sur des privilèges, tels que le droit de pile, de marché et de monnaies[Quoi ?]. Des entreprises mécaniques ont commencé ensuite à se former, comme la « petite baraque » ou encore la « compagnie de navigation à vapeur de Magdebourg » fondées par des entrepreneurs connus. Grâce à l'extension du réseau de chemins de fer à Magdebourg, l'économie a continué de croître. Des entreprises de la branche de la construction mécanique se sont installées à Magdebourg. La ville occupe également la première position en matière de production d'installations éoliennes au monde.
De nombreuses entreprises y sont implantées :
– la Deutsche Bahn AG ;
– l'entreprise des supermarchés EDEKA ;
– l'entreprise du groupe REWE Group ;
– la Stadtsparkasse Magdeburg ;
– le fabricant d'éoliennes Enercon qui a deux mille employés.
Magdebourg doit accueillir la plus grande usine de semi-conducteurs en Europe, un projet mené par Intel avec l'État allemand d'une valeur de 30 milliards d'euros. L'usine doit commencer la fabrication de puces à partir de 2027 et employer environ 10 000 personnes.

## Transports
La ville possède un réseau de tramways, qui compte 12 lignes.

## Patrimoine
Le patrimoine de Magdebourg consiste essentiellement en sa cathédrale (Dom) Saint-Maurice-et-Sainte-Catherine, l'un des monuments majeurs de l'architecture et de la sculpture gothiques en Allemagne, à laquelle s'ajoute la célèbre statue du Magdeburger Reiter (de). Longtemps marqué et presque écrasé par les bâtiments soviétiques de la reconstruction d'après-guerre, le centre-ville de Magdebourg met davantage son patrimoine à l'honneur depuis la réunification allemande de 1990, notamment dans le quartier de la cathédrale et des bords de l'Elbe. La partie la mieux conservée de la ville, avec quelques belles demeures du XIXe siècle, est l'extrémité sud du centre-ville, près de Hasselbachplatz (de).

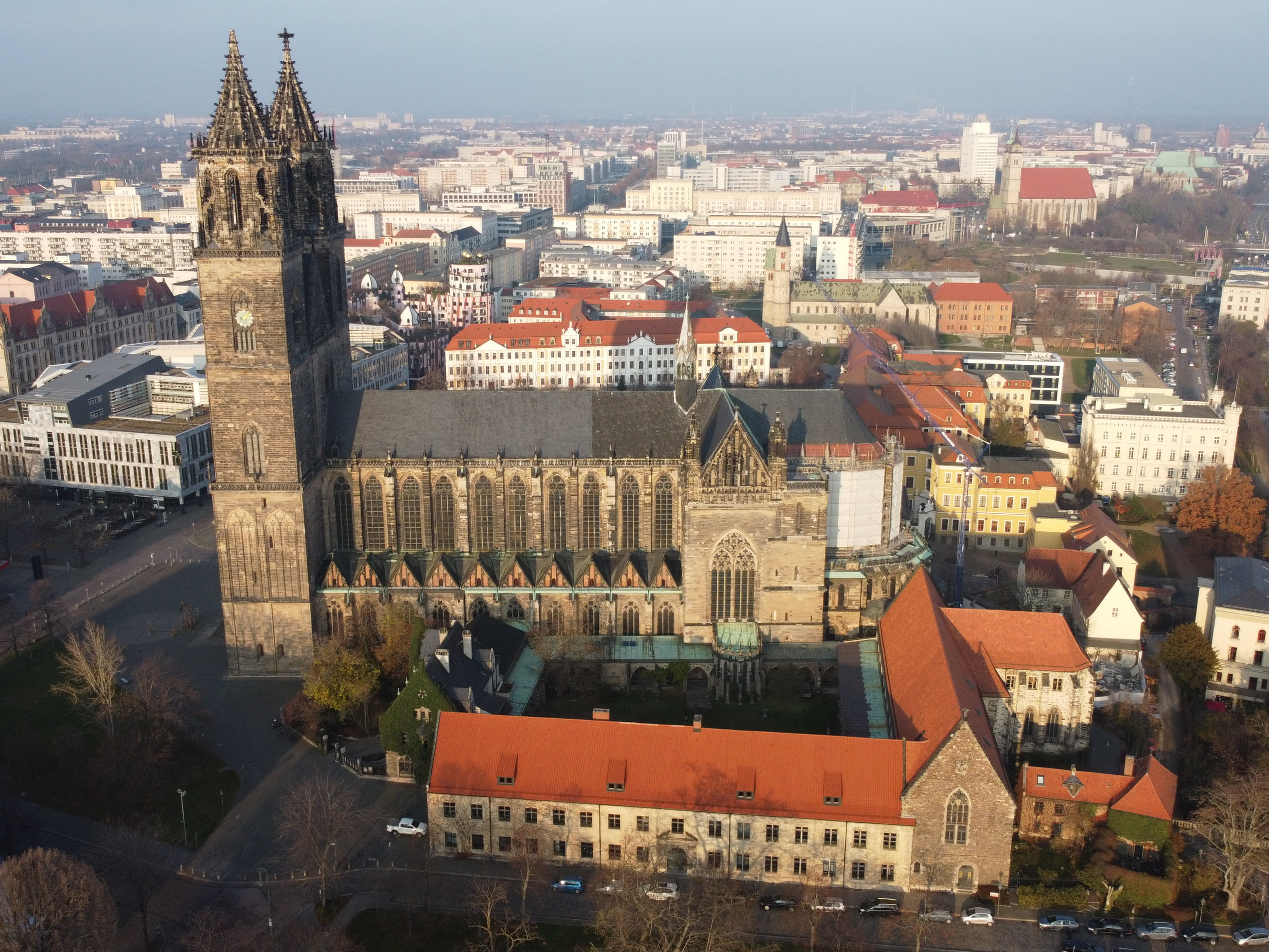
Vue de la cathédrale de Magdebourg.
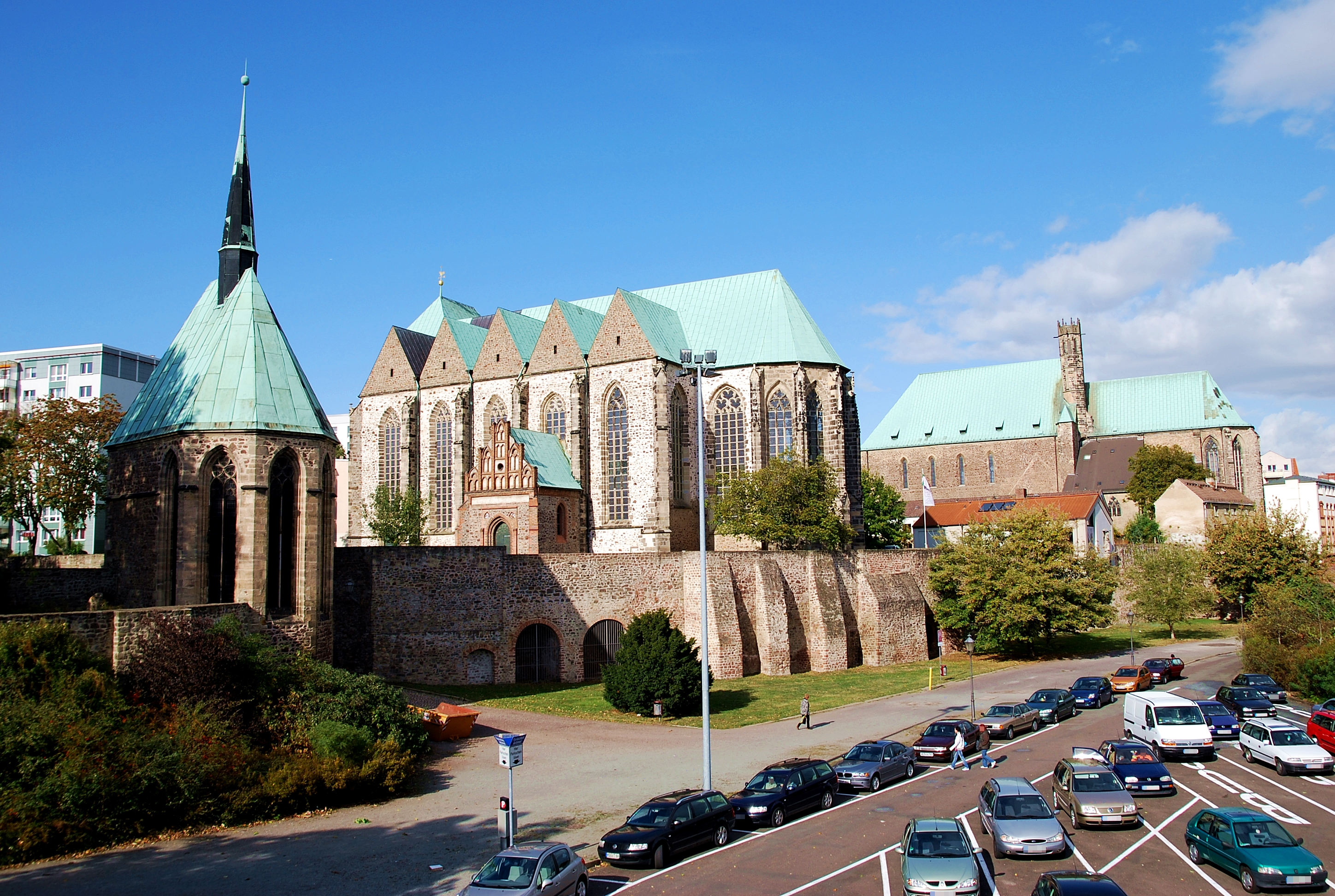
Les trois églises de la vieille ville.
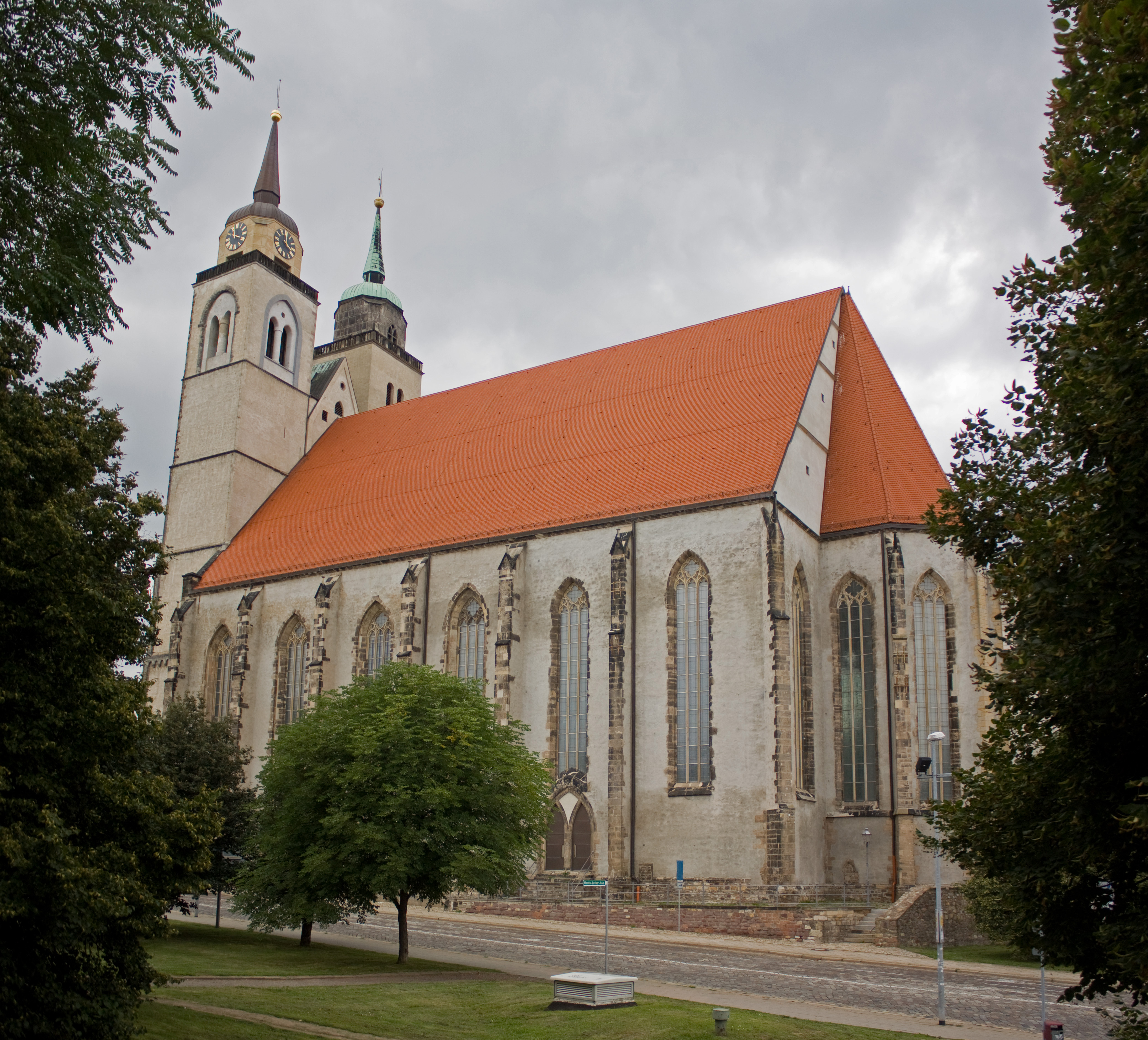
Vue de l'église Saint-Jean.
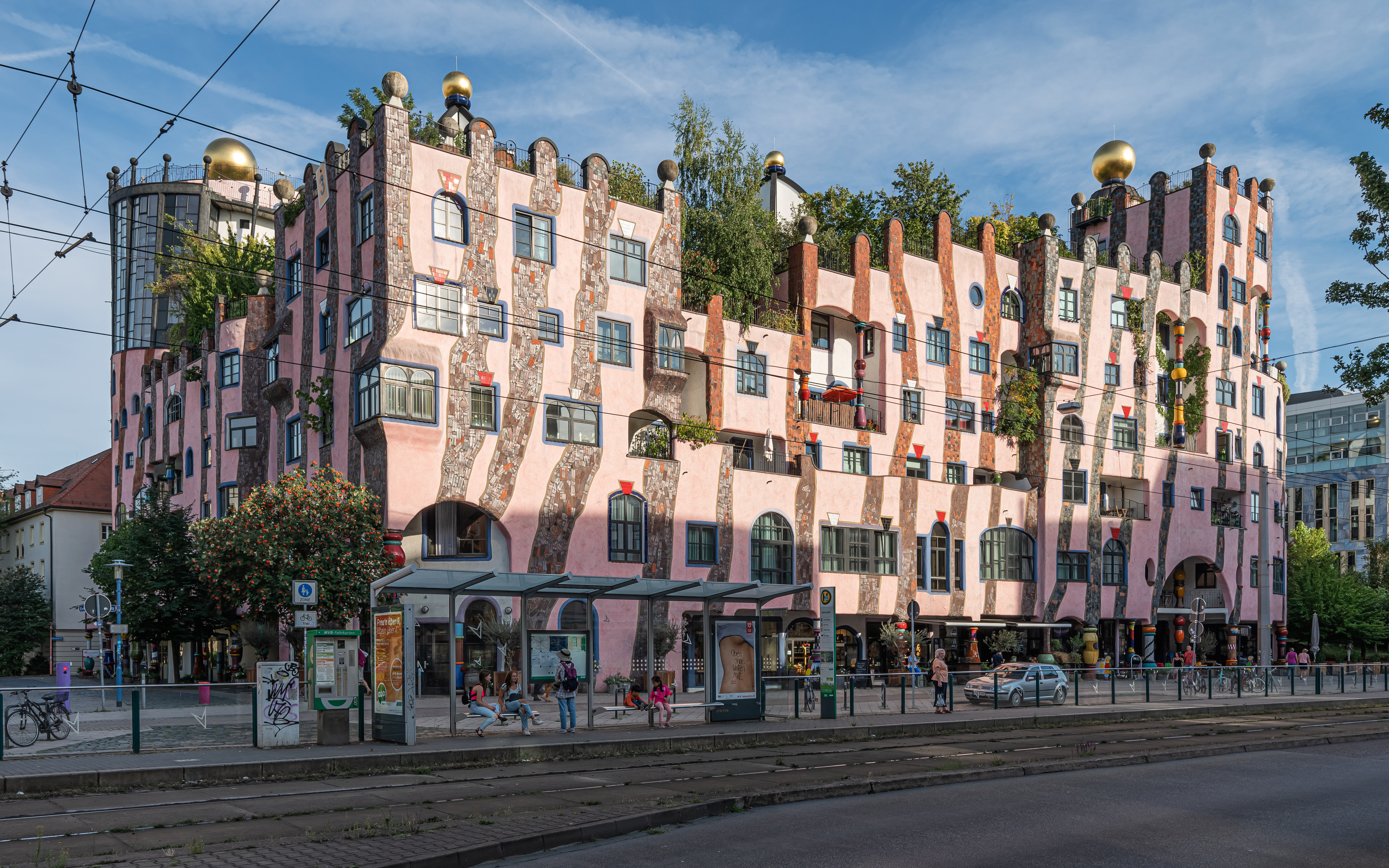
La citadelle verte de Friedensreich Hundertwasser.
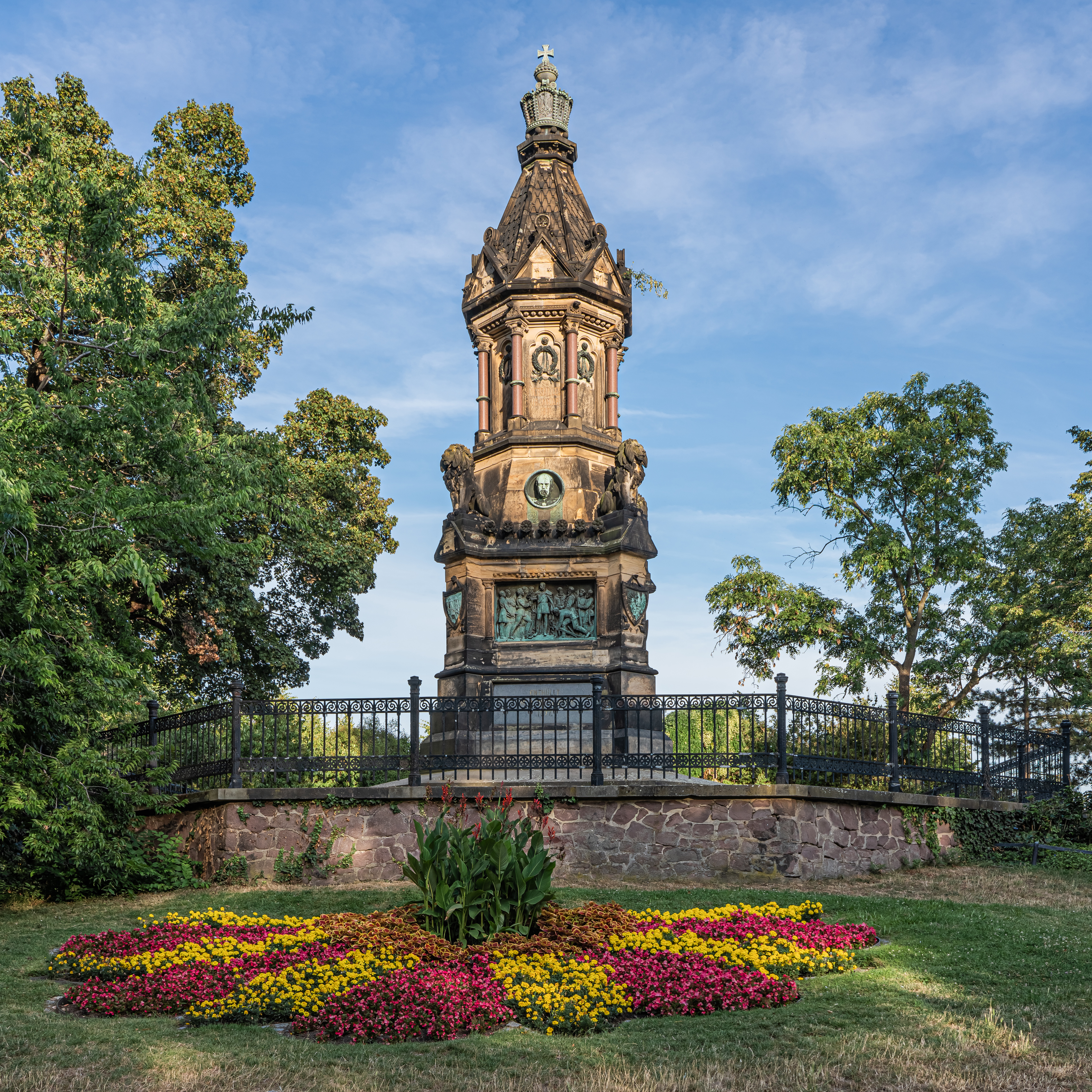
Kriegerdenkmal (Magdeburg) (de), à la mémoire des morts de la guerre de 1870, dans le parc de Fürstenwall.

Magdebourg, archevêché du Saint-Empire romain germanique depuis les Ottoniens au Xe siècle, possède une cathédrale érigée entre le XIIe siècle et le XIVe siècle sur les restes de l'ancienne abbaye Saint-Maurice et de l'abbaye Notre-Dame romane construite en 1160. La cathédrale gothique est consacrée en 1363 avec en son chœur le sarcophage d'Othon le Grand et les tombeaux des archevêques Friedrich von Stettin et Wichmar von Seeburg.
Le chevet de la cathédrale de Magdebourg est considéré comme le plus ancien monument gothique du domaine germanique car il fut commencé en 1209. L'esthétique du rez-de-chaussée conserve de nombreux traits de l'art roman mais au niveau médian sa tribune (Bischofsgang) possède des voûtes sur croisées d'ogives remarquables. Les grandes statues qui ornent les colonnes du chœur (colonnes de marbre antique issues de la première cathédrale ottonienne) sont très originales et ont fait penser qu'un portail inspiré de celui de Notre-Dame de Paris avait été prévu dans un premier temps avant d'être transposé en quelque sorte dans le chœur.
L'entrée dans la cathédrale de Magdebourg s'effectue sur les côtés : l'ancien portail d'entrée par l'Ouest a été condamné, remplacé par une chapelle funéraire. La plus remarquable des entrées latérales est le portail du Paradis avec ses vierges sages et vierges folles du début du XIIIe siècle, dont les sourires et les pleurs très expressifs rappellent les sculptures du portail de la cathédrale de Bamberg. Les parties occidentales sont achevées en 1520 avec la construction de sa tour ouest, haute de 103 m. Très tôt passée à la Réforme luthérienne, la cathédrale ne connut aucun iconoclasme et constitue à elle seule un musée de sculpture du Moyen Âge à la Renaissance. La chaire protestante est particulièrement riche de détails iconographiques sculptés.
L'abbaye Notre-Dame (Kloster Unser Liebenfrauen), dont l'église est dotée d'un massif occidental ou Westwerk roman encadré de deux tourelles, fut affectée à l'ordre des Prémontrés qui durent y renoncer en 1632 pendant la guerre de Trente Ans. L'abbaye servit ensuite de séminaire et d'école jusqu'en 1945. Depuis 1974, elle abrite un musée des beaux-arts qui est ensuite devenu lieu d'expositions temporaires d'art contemporain. L'église abbatiale a servi de salle de concerts après 1977.
La trace de l'abbaye Saint-Maurice, emplacement du plus ancien sanctuaire relevé par Henri Ier l'Oiseleur, père d'Otton, est perpétuée au Dom Sankt Mauritius.
L'église Saint-Jean (de) (St. Johannis-Kirche) est l'église la plus ancienne de la ville (on évoque son nom dès 941). Luther y prêcha en 1524 (monument commémoratif devant l'église) et elle fut détruite jusque dans ses murs de clôture pendant la Seconde Guerre mondiale. Elle sert aujourd'hui de salle de spectacles et d'expositions.
L'église Saint-Sébastien (XIIIe et XVe siècles) est devenue la cathédrale catholique de la ville (Kathedrale St. Sebastian) avec l'érection de Magdebourg en évêché par le pape Jean-Paul II en 1994, à la suite de la réunification allemande qui a rendu nécessaire la fondation d'un nouveau diocèse à partir de celui de Paderborn, en Allemagne de l'Ouest.
L'église Saint-Pierre, mariant le roman et le gothique, est un exemple remarquable d'architecture saxonne. La chapelle gothique Sainte-Madeleine se trouve à proximité et donne aussi sur les anciens remparts.
L'église wallonne de Magdebourg, parallèle à l'église Saint-Pierre, rappelle l'histoire du peuplement de la ville.
Plusieurs sculptures semblent honorer le roi et empereur Otton Ier qui avait fait de Magdebourg sa capitale et son lieu de sépulture, tout en érigeant la ville en principauté épiscopale au détriment d'Halberstadt : dans un édicule original à l'intérieur de la cathédrale de Magdebourg, deux statuettes de style roman tardif représentent un roi et une reine considérés comme Othon et Édith. Mais il faut surtout citer le Magdeburger Reiter (le Chevalier de Magdebourg), statue équestre d'un empereur entouré de deux figures féminines allégoriques dont l'original (vers 1240) constitue le chef-d'œuvre du Kulturhistorisches Museum. Une réplique a été érigée sur la place du Marché, près de l'hôtel de ville.
L'ancienne cité de la Hanse a conservé un hôtel de ville, le Rathaus reconstruit de 1691 à 1698 dans le style Renaissance et restauré après 1950. Grâce à des fouilles archéologiques, les fortifications (Festung) hautes et profondes ont été récemment mises en valeur derrière la cathédrale, le long de l'Elbe.
L'hôtel des postes, bien que reconstruit après la deuxième guerre, demeure un bel exemple de néo-gothique tardif allemand avec ses formes flamboyantes et ses arcs en accolade.
La citadelle verte, inaugurée fin 2005, est l'un des derniers projets de Friedensreich Hundertwasser. L'artiste autrichien a voulu concevoir une « oasis pour l'homme et la nature dans un océan de maisons rationnelles ». La réalisation de cet ensemble architectural a été très controversée. La citadelle verte abrite aujourd'hui plusieurs dizaines d'appartements, des bureaux, un hôtel, des boutiques ainsi qu'une exposition permanente rassemblant des œuvres de Hundertwasser.

## Université
L'université Otto von Guericke a ouvert ses portes en 1993. Elle accueille environ 12 000 étudiants par an. Neuf sections y sont ouvertes : mathématiques, informatique, sciences de la nature, génie mécanique, génie électronique et de l'information, génie des systèmes et des procédés, sciences humaines et sociales, économie, gestion et médecine.

## Culture

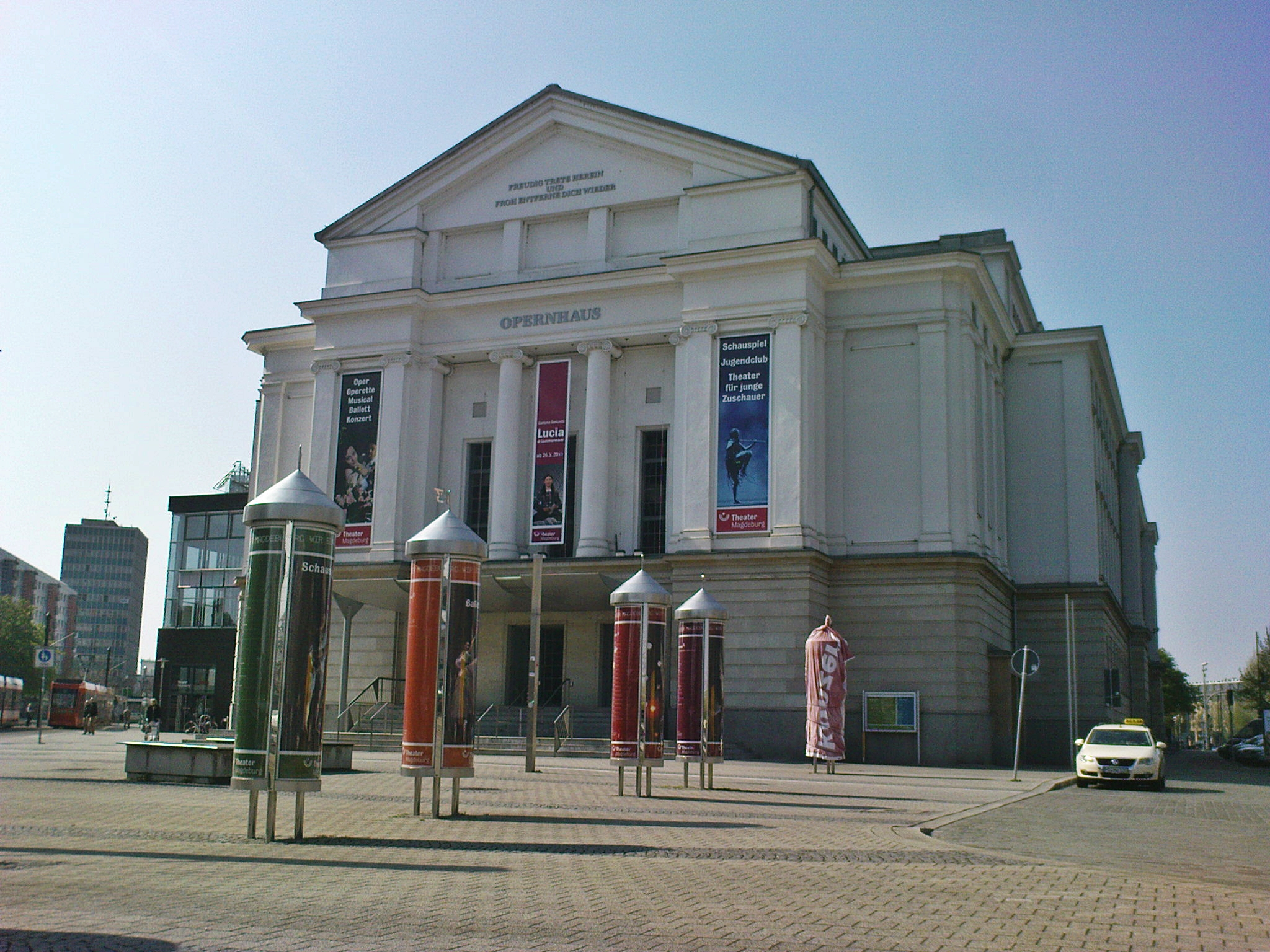
Façade de l'opéra de Magdebourg.

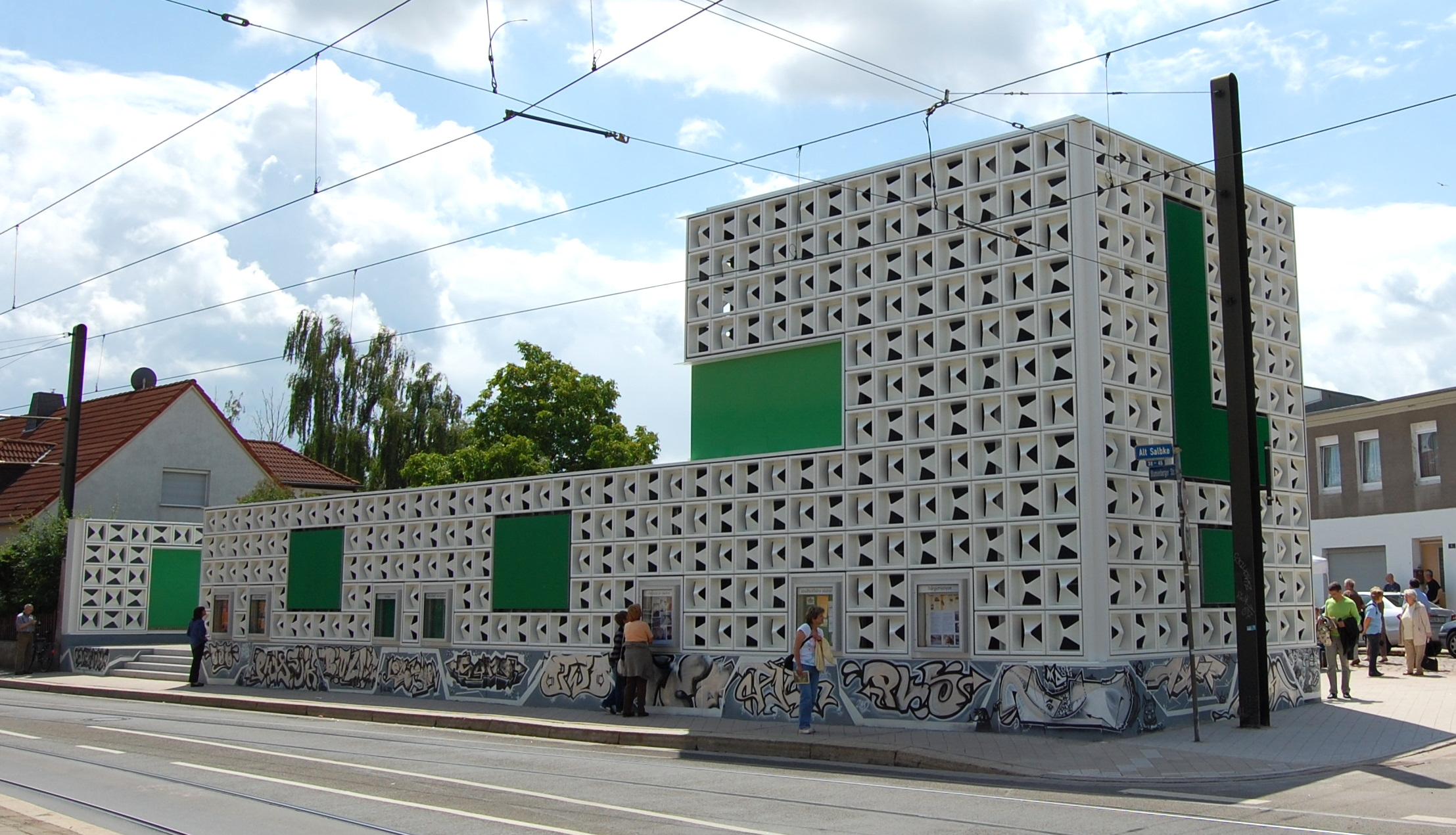
Le Lesezeichen (en allemand le mot signifie signet ou marque-page).

- Le Kulturhistorisches Museum de Magdebourg a été fondé en 1906 sous le nom de Kaiser-Friedrich-Museum. Il expose des pièces concernant l'histoire de la ville et de l'archevêché de Magdebourg, ainsi que des œuvres d'art d'importance, comme le Cavalier de Magdebourg (1240), ou Adam et Ève de Cranach l'Ancien (1532). Il possède aussi une importante collection de pièces de monnaie et de médailles, de mobilier et de pièces d'artisanat.
- Le Lesezeichen dans le quartier de Salbke au Sud de la ville est un mixte entre un ouvrage anti-bruit et une boite à livres géante pouvant accueillir 30 000 volumes. Il a remporté le prestigieux prix du Brit Insurance Design Award. Vandalisé en 2015, il ne contient plus de livres depuis cette date[13].

## Sport

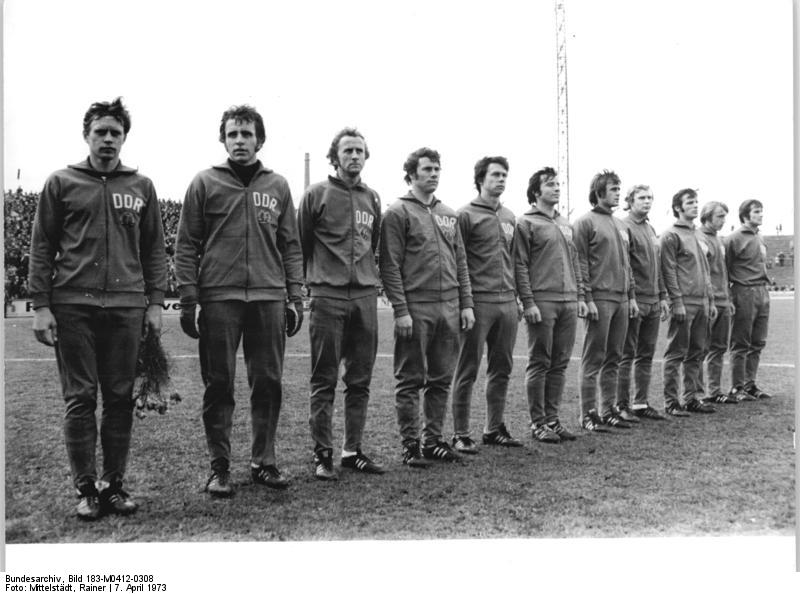
Équipe de football de Magdebourg en 1973, du temps de la République démocratique allemande.

Magdebourg dispose de nombreuses installations sportives, parmi lesquelles le Ernst-Grube-Stadion ou encore le Heinrich-Germer-Stadion.
La ville héberge un célèbre club omnisports, le SC Magdebourg dont la section handball est le plus célèbre puisqu'elle compte huit titres européens.
Le FC Magdebourg est le principal club de football de la capitale du Land de Saxe-Anhalt. Il a connu son heure de gloire à l'époque de la RDA, en remportant 3 championnats nationaux et la coupe d'Europe des vainqueurs de coupe en 1974 face au Milan AC.

## Personnalités nées ou mortes, ou ayant vécu, à Magdebourg
- Édith (910-946), reine de Germanie ;
- Jacques Garrigue (1677-1730) Ancien de l’église française réformée de Magdebourg ;
- Friedrich Wilhelm von Steuben (1730-1794), général américain ;
- Norbert de Xanten (1092-1134), archevêque ;
- Mechtilde de Magdebourg, morte en 1282 ou 1290, béguine mystique ;
- Otto von Guericke (1602-1686), inventeur, physicien ;
- Georg Adam Struve dit Struvius (1619-1692), jurisconsulte ;
- Friedrich Wilhelm Bierling (1676-1728), théologien ;
- Georg Philipp Telemann (1681-1767), compositeur baroque ;
- Ludwig Martin Kahle (1712-1775), jurisconsulte ;
- Johann August Hermes (1735-1821), théologien ;
- Lazare Carnot (1753-1823), mathématicien, physicien, officier et homme d'État ;
- Johann Carl Simon Morgenstern (1770-1852), philologue ;
- Carl von Clausewitz (1780-1831), stratège prussien ;
- Johann Friedrich Helmsdorf (1783-1852), peintre et graveur ;
- Heinrich Praeger (1783-1854), compositeur ;
- Friedrich Wilhelm Genthe (1805-1866), écrivain ;
- Joseph Osterrath (1845-1898), maître-verrier ;
- Adrien Étienne Gaudez (1845-1902), sculpteur, prisonnier à Magdebourg en 1870 ;
- Hermann Hirt (1865-1936), philologue et indo-européaniste ;
- Georg Kaiser (1878-1945), auteur dramatique illustrant le courant expressionniste ;
- Margarete Knüppelholz-Roeser (1886-1949), architecte ;
- Marie Arning (1887-1957), femme politique du Parti social-démocrate ;
- Erna Blencke (1896-1991), pédagogue et femme politique ;
- Elfriede Paul (1900-1981), médecin, professeure et résistante communiste ;
- Henning von Tresckow (1901-1944), général ;
- Adolf Diekmann (1914-1944), commandant du 1er bataillon du régiment Der Führer 2e division SS Das Reich ;
- Helmut Knochen (1910-2003), colonel SS nazi ;
- Anja Elkoff (1914-1992), chanteuse d'opérette allemande ;
- Horst Krüger (1919-1999), écrivain ;
- Karin Balzer (1938-2019), athlète, championne olympique ;
- Menahem Pressler (1923-2023), pianiste américain d'origine allemande ;
- Joachim Streich (1951-2022), footballeur ;
- Wolfgang Güldenpfennig (1951-), champion olympique d'aviron ;
- Angela Franke (1957), nageuse ;
- Olaf Heukrodt, (1962), céiste, champion olympique et du monde ;
- Sven Martinek (1964), acteur ;
- Ana Nova, (1975), actrice de films pornographiques ;
- Petra Schmidt-Schaller (1980), actrice ;
- Bill Kaulitz (1989), chanteur du groupe Tokio Hotel ;
- Tom Kaulitz (1989), guitariste du groupe Tokio Hotel ;
- Gustav Schäfer (1988), batteur du groupe Tokio Hotel ;
- Georg Listing (1987), bassiste du groupe Tokio Hotel ;
- Marcel Schmelzer (1988), footballeur international allemand.

## Jumelages
- Sarajevo (Bosnie-Herzégovine) depuis 1977
- Brunswick (Allemagne) depuis 1987
- Nashville (États-Unis) depuis 2003
- Zaporijia (Ukraine) depuis 2008
- Radom (Pologne) depuis 2008
- Harbin (Chine) depuis 2008
- Le Havre (France) depuis 2011
- Oberhausen (Allemagne)